# Use Your Illusion
Use Your Illusion – zestaw dwóch albumów grupy rockowej Guns N’ Roses wydanych w 1991 roku (zob. 1991 w muzyce) tego samego dnia. Na płytach można znaleźć utwory hardrockowe, jak i ballady rockowe. Okładki stanowi ten sam fragment obrazu Szkoła Ateńska, jednak pokolorowany w inny sposób.
Guns N’ Roses, jako pierwsi w historii rocka, wydali dwa osobne albumy jednego dnia. Album nr 1 zwany też „żółtym” otwiera stricte rockowy Right Next Door to Hell. Kolejny utwór to kompozycja ludzi odpowiedzialnych za gitary, często grany na koncertach - Dust N' Bones. Członkowie zespołu skoncentrowali się nie tylko na pokazaniu publiczności nowych utworów ale także opracowali własne wersje utworów innych artystów: Live and Let Die zespołu The Wings i Paula McCartneya oraz Knockin’ On Heaven’s  Door, którą napisał Bob Dylan. Na płytach pojawiły się także utwory takie jak Don’t Cry, który był pierwszym utworem napisanym przez zespół Guns N’ Roses oraz You Could Be Mine będący na ścieżce dźwiękowej filmu Terminator 2: Dzień sądu.
W repertuar Guns N’ Roses weszły eksperymentalne My World, zahaczający o klimaty country utwór Breakdown czy zaskakująco zakończony Locomotive. Innowacją było również oddanie mikrofonu kolegom którzy z reguły udzielali się w zespole przy pomocy instrumentów m.in. odśpiewane przez Duffa McKagana So Fine czy countrowo-balladowe wokalowe wstawki Stradlina w You Ain’t The First oraz jego śpiew w Dust N’ Bones i 14 Years.

## Lista utworów
Opracowano na podstawie materiału źródłowego.

### Use Your Illusion I
1. Right Next Door To Hell (Rose/Stradlin/Timo Caltia) (3:03)
2. Dust N' Bones (Slash/Stradlin/McKagan) (4:58)
3. Live and Let Die (cover Wings) (3:04)
4. Don’t Cry (Original) (Rose/Stradlin) (4:45)
5. Perfect Crime (Rose/Slash/Stradlin) (2:23)
6. You Ain’t The First (Stradlin) (2:37)
7. Bad Obsession (Stradlin/West Arkeen) (5:28)
8. Back Off Bitch (Rose/Paul Tobias) (5:03)
9. Double Talkin Jive (Stradlin) (3:24)
10. November Rain (Rose) (8:58)
11. The Garden (Rose/Arkeen/Del James) (5:22) (feat. Alice Cooper)
12. Garden Of Eden (Rose/Slash) (2:41)
13. Don't Damn Me (Rose/Slash/Dave Lank) (5:19)
14. Bad Apples (Rose/Slash/Stradlin/McKagan) (4:28)
15. Dead Horse (Rose) (4:18)
16. Coma (Rose/Slash) (10:14)

### Use Your Illusion II
1. Civil War (Rose/Slash/McKagan) (7:42)
2. 14 Years (Rose/Stradlin) (4:21)
3. Yesterdays (Rose/Arkeen/James/Billy McCloud) (3:17)
4. Knockin’ on Heaven’s  Door (cover Boba Dylana) (5:36)
5. Get In The Ring (Rose/Slash/McKagan) (5:41)
6. Shotgun Blues (Rose) (3:23)
7. Breakdown (Rose) (7:04)
8. Pretty Tied Up (The Perils Of Rock N' Roll Decadence) (Stradlin) (4:48)
9. Locomotive (Complicity) (Rose/Stradlin) (8:42)
10. So Fine (McKagan) (4:07)
11. Estranged (Rose) (9:24)
12. You Could Be Mine (Rose/Stradlin) (5:43)
13. Don’t Cry (Alt Lyrics) (Rose/Stradlin) (4:45)
14. My World (Rose) (1:24)

### Use Your Illusion 1998 (wersja jednopłytowa, która ukazała się tylko w USA)
1. Live and Let Die
2. Don’t Cry (original)
3. You Ain’t the First
4. November Rain
5. The Garden (feat. Alice Cooper)
6. Dead Horse
7. Civil War
8. 14 Years
9. Yesterdays
10. Knockin’ on Heaven’s  Door (wersja skrócona)
11. Estranged
12. Don’t Cry (alternate lyrics)

## Twórcy
Opracowano na podstawie materiału źródłowego.
| Guns N’ Roses - Axl Rose – wokal prowadzący, wokal wspierający, instrumenty klawiszowe, programowanie, gitara akustyczna (Dead Horse) - Slash – gitara elektryczna, gitara akustyczna, wokal wspierający, gitara dobro, gitara slide - Izzy Stradlin – gitara elektryczna, wokal wspierający, gitara akustyczna, wokal prowadzący - Duff McKagan – gitara basowa, wokal wspierający, gitara akustyczna, instrumenty perkusyjne - Matt Sorum – perkusja, wokal wspierający - Dizzy Reed – instrumenty klawiszowe, wokal wspierający | Dodatkowi muzycy - Steven Adler – perkusja (Civil War) - Alice Cooper – wokal prowadzący (The Garden) - Johann Langlie – programowanie - Reba Shaw, Stuart Bailey, The Waters – wokal wspierający - Jon Thautwein, Rachel West, Robert Clark – róg - Shannon Hoon – wokal wspierający (Don’t Cry) - Matthew McKagan - trąbka - West Arkeen – gitara akustyczna |